# Privilege (Diskothek)

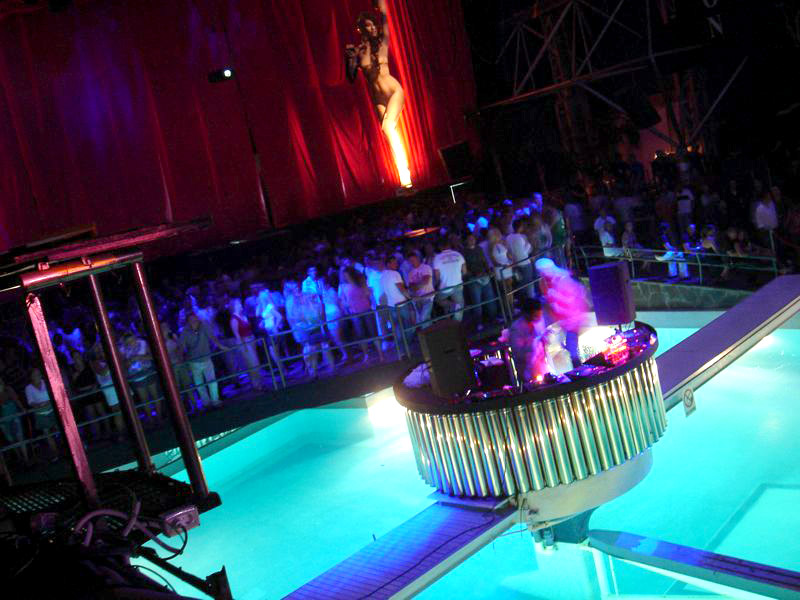
Das Privilege auf Ibiza

Die Club-Diskothek Privilege (bis 1994 „Ku“) wurde mit Platz für 10.000 Personen auf 6.500 m² im Jahr 2000 als größter Nachtclub der Welt bezeichnet.
Das Privilege befindet sich auf der spanischen Insel Ibiza in der Nähe des Dorfes Sant Rafel. Die Diskothek wurde anfangs als Freiluftdiskothek eröffnet und ist heute eine geschlossene Anlage. Höhepunkt ist ein Swimmingpool, über dem der DJ auf einer bewegbaren DJ-Kanzel residiert. In den 1970er und 1980er Jahren hieß das Privilege noch Ku und war ein Treffpunkt des internationalen Jetset. Im Guinness-Buch der Rekorde ist das Privilege als größter Club der Welt eingetragen.
Im Privilege findet man vor allem die Veranstaltungen, die auch in Großbritannien schon bekannt sind, darunter Manumission, Renaissance und andere; aber auch Partys von Veranstaltern aus anderen Ländern. Die Veranstaltungen wechseln zwar von Jahr zu Jahr, die großen Veranstalter bleiben jedoch meistens die gleichen, da ein Unternehmen dieser Größenordnung einen sicheren finanziellen Hintergrund voraussetzt.
Seit 2020 ist das Privilege geschlossen. Die Diskothek wurde von der Unternehmensgruppe Grupo Empresas Matutes gekauft und soll ab Sommer 2025 unter einem anderen Namen wieder öffnen.